# Função sucessora
Em matemática, a função sucessora ou operação sucessora é uma Função recursiva primitiva {\displaystyle S} tal que {\displaystyle S(n)=n+1} para cada número natural {\displaystyle n}.
Por exemplo, {\displaystyle S(1)=2} e {\displaystyle S(2)=3}. Operações sucessoras são também conhecidas como zeração no contexto de zeroth hiperoperação: {\displaystyle H_{0}(a,b)=1+b}.

## Visão geral
A função sucessora é usada nos axiomas de Peano que define os números naturais. Como tal, não é definida pela adição, mas é usada para definir todos os números naturais além do 0, assim como adição. Por exemplo, 1 é definido como sendo {\displaystyle S(0)} e a adição de números naturais é definido recursivamente por:
{\displaystyle {\begin{aligned}m+0&=m\\m+S(n)&=S(m)+n\end{aligned}}}
Isto produz, por exemplo, {\displaystyle 5+2=5+S(1)=S(5)+1=6+1=6+S(0)=S(6)+0=7+0=7}
Quando os números naturais são uma construídos baseados na teoria dos conjuntos, uma abordagem comum é definir o número 0 como o conjunto vazio {}, e o sucessor {\displaystyle S(x)} para ser {\displaystyle x\cup \{x\}}. O axioma do infinito garante a existência de um conjunto {\displaystyle \mathbb {N} } que contém 0 e é um operador fechado em relação a {\displaystyle S}, os membros de {\displaystyle \mathbb {N} } são chamados de números naturais.
A função sucessora é a fundação nível-0 da hierarquia infinita de hiperoperações (usada para construir adição, multiplicação, exponenciação, tetração etc).
É também uma das funções primitivas utilizadas na caracterização da computação por funções recursivas.